# Johann Michael Wagner
Johann Michael Wagner (* 19. Januar 1723 in Schmiedefeld am Rennsteig; † 21. April 1801 ebenda) war ein thüringischer Orgelbauer.

## Leben und Werk
Wagner erlernte den Orgelbau von 1741 bis 1747 bei Carl Christian Hoffmann in Gotha und war während der Erbauungszeit der Laubacher Orgel von 1747 bis 1751 Geselle bei Johann Casper Beck. 1751 machte Wagner sich in Schmiedefeld als Orgelbauer selbstständig. Hier begründete er zusammen mit seinem jüngeren Bruder Johannes Wagner (* 11. April 1734; † 12. Januar 1804) ein Familienunternehmen, das drei Generationen bestand; die Söhne und Enkel von Johannes Wagner führten den Betrieb fort. Unklar ist, ob Johann Michael Wagners Sohn Johann Friedrich die Werkstatt weiterführte. Ab den 1780er Jahren, als der Verwandte Johann Caspar Holland, der am Orgelneubau in der Dresdner Kreuzkirche mitwirkte, übernahm die Familie Holland maßgeblich die praktischen Ausführungen. Obwohl Holland Teilhaber wurde, firmierte das Unternehmen bis zu Wagners Tod im Jahr 1801 unter dem Namen der Gebrüder Wagner. Das Wirkungsfeld Wagners erstreckte sich auf Thüringen und Hessen.

## Werkliste
Die Übersicht führt alle nachgewiesenen Neubauten Wagners auf.
In der fünften Spalte bezeichnet die römische Zahl die Anzahl der Manuale, ein großes „P“ ein selbstständiges Pedal und die arabische Zahl in der vorletzten Spalte die Anzahl der klingenden Register.
| Jahr      | Ort                       | Gebäude                  | Bild | Manuale | Register | Anmerkungen |
| --------- | ------------------------- | ------------------------ | ---- | ------- | -------- | --- |
| 1741      | Gospiteroda               | Gospiterodaer Kirche     |      | II/P    | 14       | Mitarbeit bei Hoffmann |
| 1748      | Wallbach (Meiningen)      | Evangelische Kirche      |      | I       | 12       | Mitarbeit bei Beck |
| 1749      | Metzels                   | St.-Nikolai-Kirche       |      |         |          | Mitarbeit bei Beck bei der Erweiterung der Orgel; Prospekt erhalten |
| um 1750   | Seligenthal               | Kirche Seligenthal       |      |         |          | Mitarbeit bei Beck |
| 1747–1751 | Laubach                   | Evangelische Stadtkirche |      | II/P    | 21       | Neubau zusammen mit Beck und Johann Andreas Heinemann; 9 Register erhalten, 2010 Rekonstruktion und Erweiterung auf III/P/28 (33) durch Förster & Nicolaus Orgelbau → Orgel |
| 1751      | Döschnitz                 | Dorfkirche               |      | II/P    | 22       | im 19. Jahrhundert eingreifend umgebaut |
| 1753–1754 | Bad Blankenburg           | Stadtkirche St. Nicolai  |      | II/P    | 21       | 1938 erfolgte ein Umbau. Das Orgelwerk entstand in der Werkstatt von Gustav Heinze in Sorau.                                                                                |
| 1757      | Katzhütte                 | Michaeliskirche          |      | II/P    | 17       | 1988 Orgelreparatur durch die Restaurierungswerkstatt Thilo Viehrig, Kaulsdorf                                                                                              |
| 1757      | Goldlauter                | Evangelische Kirche      |      | I       | 10       | 1990 erfolgte ein grundlegender Umbau durch die Fa. Orgelbau Schönefeld aus Stadtilm. Der historische Orgelprospekt blieb erhalten.                                         |
| 1760–1762 | Suhl                      | Marienkirche             |      | II/P    | 30       | um 1975 restauriert durch Karl-Heinz Schönefeld |
| nach 1760 | Vesser (Suhl)             | Dorfkirche               |      |         |          | |
| nach 1760 | Asbach                    | Dorfkirche Asbach        |      | I       | 6        | Prospekt erhalten |
| 1767      | Weißenbrunn               | Dreieinigkeitskirche     |      | II/P    | 20       | Prospekt erhalten |
| 1768–1770 | Arnhem                    | Eusebiuskerk             |      | III/P   | 47       | 1944 zerstört |
| 1770      | Schmiedefeld am Rennsteig | Erlöserkirche            |      | II/P    | 22       | Gehäuse erhalten |
| 1770      | Schleusingen              | Johanniskirche           |      | II/P    |          | zuletzt 2009 Generalinstandsetzung durch Hey Orgelbau (heute III/P/39) |
| 1776–1777 | Hohenstein                | St. Christopheri         |      | II/P    | 30       | Prospekt erhalten |
| 1778      | Saalfeld/Saale-Graba      | Gertrudiskirche          |      | II/P    | 20       | Orgel von Richard Voigt aus Halberstadt (1927, II/P20) im historischen Prospekt der Vorgängerorgel von Georg Wilhelm Kappauf (Saalfeld) und den Gebr. Wagner                |
| 1778      | Vachdorf                  | Trinitatiskirche         |      | I/P     | 16       | |
| 1780      | Volkmannsdorf             | Dorfkirche Volkmannsdorf |      | I/P     | 9        | nicht erhalten |
| 1780      | Sonnefeld                 | Klosterkirche Sonnefeld  |      |         |          | 1856 ersetzt |
| nach 1781 | Friedrichroda             | St. Blasius              |      |         |          | |
| 1785      | Schönbrunn                | St. Jakobus              |      |         |          | |
| 1785      | Gießübel                  | Evangelische Kirche      |      |         |          | |
| 1784–1787 | Gersfeld (Rhön)           | Ev. Pfarrkirche          |      | II/P    | 28       | Altarorgel; zusammen mit seinem Sohn; sechs Register erhalten |
| 1786–1792 | Dresden                   | Kreuzkirche              |      | III/P   | 50       | 1827–1832 Gehäuse umgebaut und Innenwerk ersetzt (Foto nach Umbau) |
| 1795      | Bernshausen               | Johanneskirche           |      |         |          | |
| 1799–1800 | Kirchheim                 | St. Laurentius           |      | II/P    |          | derzeit nicht spielbar |
| vor 1800  | Heyda (Ilmenau)           | Kirche Heyda             |      | II/P    | 21       | |